# Опсада Шатонефа де Рандона
Опсада Шатонефа де Рандона (фр. Siège de Châteauneuf-de-Randon) био је једна од мањих војних сукоба Стогодишњег рата. Вођена је од 28. фебруара до 14. јула 1380. године између Енглеске војске, под заповедништвом команданта градског гарнизона Јована де Роса и побуњених француских најамника, под заповедништвом гувернера града Пјера де Галара, на једној страни и Француске војске под заповедништвом Бертрана ди Геклена на другој. Опсада завршила се француским освајањем града, с тим да је Ди Геклен умро током опсаде.

## Позадина

### Стогодишњи рат
1369. године Стогодишњи рат је обновљен   . Французи су сада прешли у офанзиву и они су, избегавајући велике битке и служећи се тактиком задавања ситних удараца, постепено исцрпљивали енглеске снаге . Сада су се у Француској племство и градски врхови, заплашени и војним неуспесима и још више револуционарним покретом сељаштва и градске сиротиње, тесно збили око краља, који спровео неколико важних финансијских и војних реформи . Опште руковођење акцијама против енглеске Аквитаније припало је Лују, војводи Анжуа, али већи део посла на терену су обављали локални заповедници. Најчувенији међу њима је био Бертран ди Геклен. Он је био храбар и поносит човек прилично вешт као вођа мањих јединица. Као тактичар био је безнадежан случај и није било те отворене битке коју он није могао да изгуби. Међутим, био је геније за заседе, препадне и изненадне и неочекиване нападе на тврђаве.
Француски краљ Шарл V поставио за конетабла Француске и дао му је одрешене руке у борби против Енглеза . Највећа вештина Ди Геклена било је заузимање замкова . Ако је то било могуће, потплаћивао је неког изнутра да отвори једну од капија у току ноћи. Није се устезао да пошаље у замак лепе даме лаког морала да заведу посаду и да га онда, у датом тренутку, пусте унутра. Често би једноставно извршио општи јуриш на замак усред ноћи и његови људи би већ прешли зидине пре него што посада схвати шта се догађа . Енглези су трпели неуспех за неуспехом  и Ди Геклен им је отео готово сав југоисток Француске . Аквитанија је устала против Енглеза, чија јој владавина није доносила ништа друго до пореза и војног пустошења .
Оснажена француска флота однела је неколико победа над енглеском и више пута је опустошила енглеске обале. Резултат ратних операција је био да су Французи успели да Енглезима одузму већи део њихових поседа у Француској . Енглеске тврђаве тако су падале једна за другом, све док, падом Ла Реола 1374. године, војводство Гаскоња није сведено на приобаље између ушћа Гароне и Пиринеја . У рукама Енглеза остало је и неколико приморских места са околним областима, међу којима су били Кале, Бордо и Бајон .
Године 1373. енглески војсковођа Џон од Гента извршио је пљачкашки поход великих размера против Француске, али ништа није постигао . 1375. године непријатељства су прекинута   и закључено је примирје, по коме је у рукама Енглеза остало само неколико приморских градова .

### Побуне најамника
Победа над Енглезима није ослободила Француску ратних страхота. Када више нису имали потребе за најамницима, средњовековни владари једноставно су престајали да их плаћају. Они се нису осећали одговорним да се побрину да се најамници врате кућама. Шта више, многи заповедници и војници који су служили енглеског краља Едварда III и његове синове уопште нису били Енглези него пустолови из разних земаља који су се борили за плату и плен. Када су престали да примају плату, почели су да живе од отимачине, лутајући и пљачкајући на све стране. Ослобођени и од оно мало дисциплине коју су им наметали њихови заповедници племенитог рода, претворили су се у зверски окрутне разбојнике .
Када су после 1374. године прекинута непријатељства, они су остали без посла и опет почели са разбојништвима. Мада су обично избегавали утврђена места, повремено би заузели неки мали замак или град, а нису се устезали ни да заробљавају племените даме и траже откуп за њих. Било је покушаја да се они пребаце у неке друге земље, али у Француској се увек имало шта опљачкати и они су одбијали да је напусте. У сукобима са племићима појединих области који би у свом очајању кренули на њих, најамници су редовно односили победе. У неколико наврата потукли су, на отвореном пољу, краљевске војске.

## Опсада
Ди Геклен  је 28. фебруара 1380. године опсео најамнички град  Шатонеф де Рандон. После неколико силовитих јуриша на град, гувернер града Пјер де Галар затражио је помоћ од енглеског краља, али помоћи није било. Дана 20. јуна Ди Геклен је са једним делом војске напустио опсаду Шатонефа и опсео град Шалије, који је пао шест дана касније, када се Ди Геклен враћа под Шатонеф и наставља да командује опсадом. Ди Геклен је умро  13. јула, а већ сутрадан Пјер де Галар је дошао до његовог шатора и предао кључеве града маршалу Сансеру, који је после смрти Ди Геклена стао на чело француске војске која је опседала град.

## Епилог
Иако су француске снаге однеле победу, најамници су остали више од једног века зла коб Француске . Рат се и сада, после Дигекленове смрти, наставља победама Француске све до примирја у Леленгему 1389. године, којим се завршава прва половина Стогодишњег рата.